# Chilesaurus diegosuarezi
Chilesaurus diegosuarezi («чілізавр Суареса») — динозавр часів кінця Юрського періоду. Виявлений у Чилі.

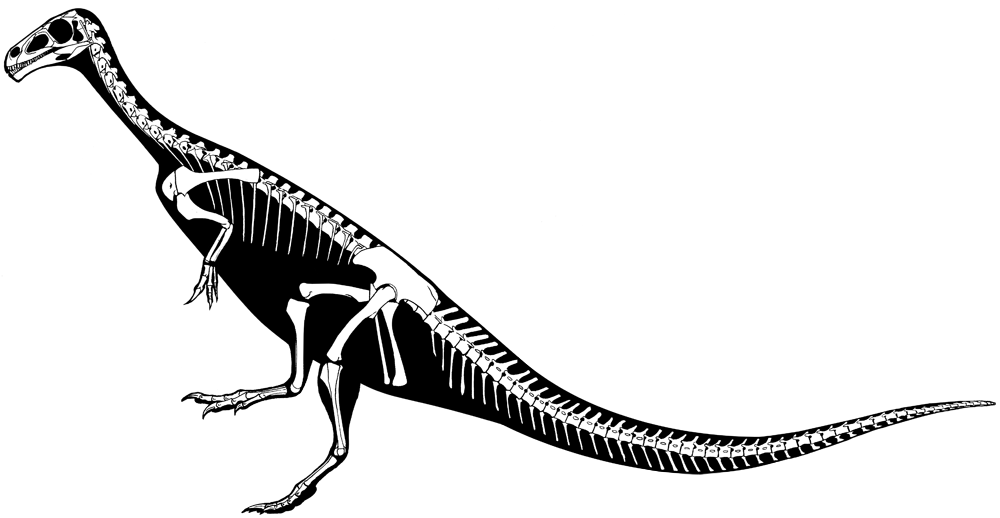
Реконструкція скелета чілізавра

Палеонтологи вважають, що цей динозавр був близьким родичем предкам тиранозаврів і інших найбільших хижаків мезозою, але при цьому володів дзьобом і був травоїдним.

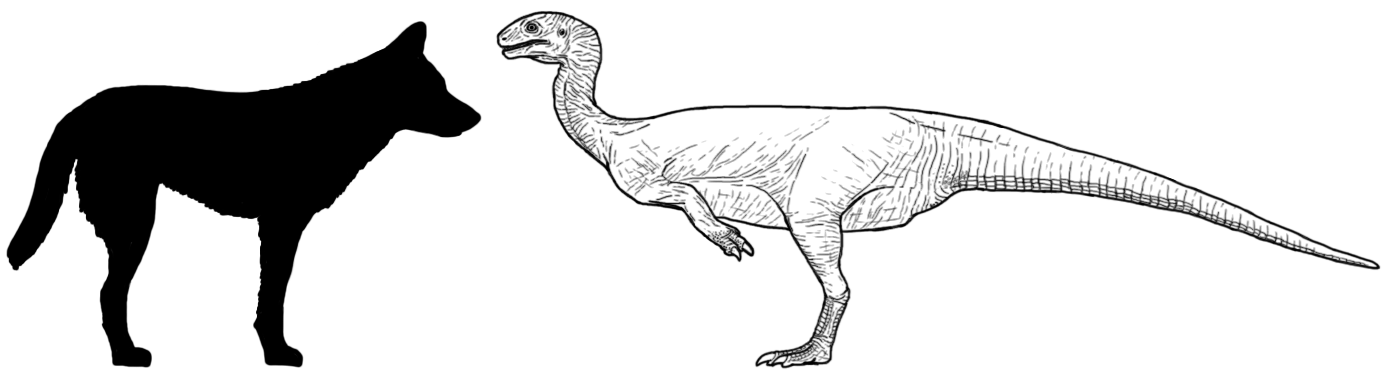
Порявняння розмірів чілізавра із розмірами собаки

Мартін Ескурра з університету Бірмінгема (Велика Британія) так прокоментував нову знахідку:
«Чілізавр показує, як багато даних нам ще не вистачає для розуміння того, як виникали і поширювалися за новими екологічних нішах самі найбільші групи динозаврів. Публікація нашої роботи змусить інших палеонтологів з обережністю підходити до визначення видової приналежності і класифікації фрагментарних скам'янілостей або одиничних кісток динозаврів» .
У чілізавра була тонка і довга шия, досить довгі і потужні передні лапи, на яких не було кігтів, дзьоб, порівняно малий череп і примітивно влаштовані ноги, які зближують його з найпершими динозаврами.